# Джексон (округ, Алабама)

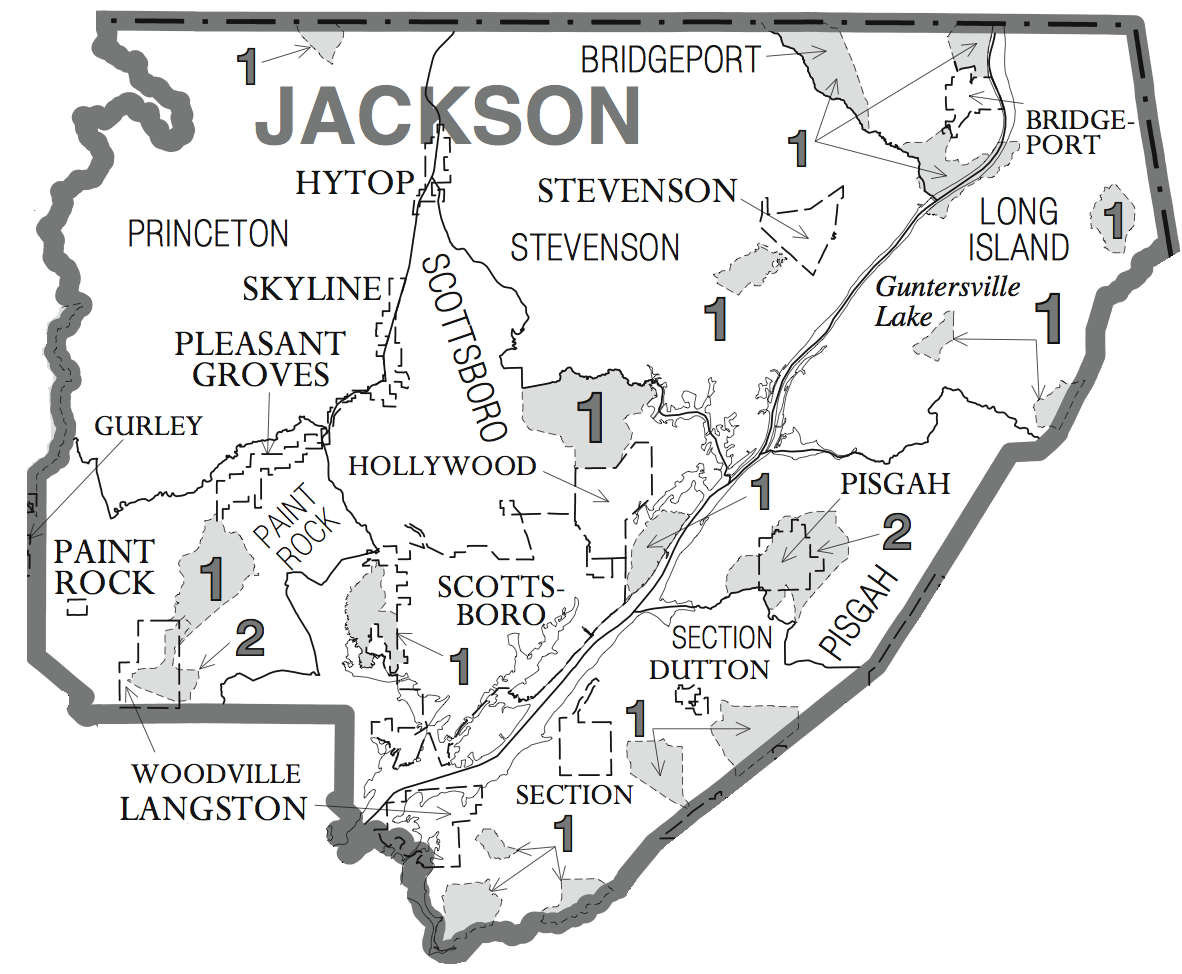
Карта округу Джексон

Шаблон:StateAbbr_ 34°47′00″ пн. ш. 86°00′00″ зх. д. / 34.783333333333° пн. ш. 86° зх. д.
 Джексон (англ. Jackson County) — округ (графство) у штаті Алабама, США. Ідентифікатор округу 01071.

## Історія
Округ утворений 1819 року.

## Демографія
За даними перепису
2000 року
загальне населення округу становило 53926 осіб, зокрема міського населення було 12565, а сільського — 41361.
Серед мешканців округу чоловіків було 26281, а жінок — 27645. В окрузі було 21615 домогосподарств, 15830 родин, які мешкали в 24168 будинках.
Середній розмір родини становив 2,92.
Віковий розподіл населення поданий у таблиці:
| Стать    | До 15 років | 15-21 | 22-29 | 30-39 | 40-49 | 50-65 | 65-85 | Понад 85 |
| -------- | ----------- | ----- | ----- | ----- | ----- | ----- | ----- | -------- |
| Чоловіки | 5480        | 2521  | 2754  | 3812  | 3941  | 4792  | 2769  | 212      |
| Жінки    | 5206        | 2436  | 2807  | 3887  | 4070  | 5010  | 3691  | 538      |

## Суміжні округи
- Меріон, Теннессі — північний схід
- Дейд, Джорджія — схід
- Декальб — південний схід
- Маршалл — південний захід
- Медісон — захід
- Франклін, Теннессі — північний захід

## Виноски
1. ↑  U.S. Decennial Census. United States Census Bureau. Архів оригіналу за 26 квітня 2015. Процитовано 22 серпня 2015.
2. ↑  Historical Census Browser. University of Virginia Library. Архів оригіналу за 11 серпня 2012. Процитовано 22 серпня 2015.
3. ↑  Forstall, Richard L., ред. (24 березня 1995). Population of Counties by Decennial Census: 1900 to 1990. United States Census Bureau. Архів оригіналу за 24 вересня 2015. Процитовано 22 серпня 2015.
4. ↑  Census 2000 PHC-T-4. Ranking Tables for Counties: 1990 and 2000 (PDF). United States Census Bureau. 2 квітня 2001. Архів оригіналу (PDF) за 18 грудня 2014. Процитовано 22 серпня 2015.
5. ↑  State & County QuickFacts. United States Census Bureau. Архів оригіналу за 6 червня 2011. Процитовано 16 травня 2014.(англ.) Наведено за англійською вікіпедією.
6. ↑  American FactFinder. Бюро перепису населення США. Архів оригіналу за 21 травня 2008. Процитовано 31 січня 2008.